# Esplosione di Pagliari
L'esplosione di Pagliari avvenne il 3 luglio 1916 presso il pontile della Pirelli nel porto della Spezia quando un vagone carico di esplosivo saltò per aria. Nella sciagura si stima siano perite circa 281 persone, sebbene questo dato non possa essere definito con maggiore precisione a causa delle condizioni dei resti di numerose vittime che ne impedì l'identificazione.

## I fatti
Il pomeriggio del 3 luglio 1916 sul molo Pagliari erano in corso le operazioni di carico su un convoglio ferroviario di una partita di munizioni appena sbarcate dalla nave Clio. Improvvisamente da una delle carrozze, carica di razzi e mortaretti, iniziò ad uscire del fumo. Lanciato l'allarme i marinai, privi di strumenti atti allo spegnimento, abbandonarono il pontile. Immediatamente vennero attivate le misure d'emergenza e la Clio fu fatta allontanare. 

La direzione delle operazioni di messa in sicurezza dell'area venne assunta dal capitano di corvetta Lorenzo Gandolfo che dapprima fece arrivare una locomotiva per rimorchiare cinque vagoni carichi di esplosivo portandoli lontano dal molo. L'ufficiale poi fece arrivare un centinaio di uomini, tra marinai e soldati, e organizzò una catena umana che, con rudimentali secchi fatti di panni di tela, tentò di spegnere il principio d'incendio. A rendere ancora più pericolosa la situazione era il fatto che in quel tempo il pontile era presso una zona balneare, piena di bagnanti che si erano recati al mare per sfuggire alla calura.
Dal momento che l'incendio non si spegneva Gandolfo provò un tentativo disperato ordinando al centinaio di uomini impiegato nell'operazione di soccorso di spingere i tre vagoni in mare. La scelta dell'ufficiale fu decisa dal fatto che in zona non vi era disponibile un'altra locomotiva. 
Il tentativo andò a vuoto poiché il paraurti posto alla fine del molo resistette all'impatto delle carrozze. Pochi istanti dopo si scatenò una violentissima esplosione che travolse qualunque cosa o persona si trovasse nella zona.
Le centinaia di militari e marinai impiegati nell'operazione di salvataggio finirono dilaniati dall'esplosione, altri ancora vennero invece scagliati dall'onda d'urto in mare, sugli alberi e persino sui tetti delle case vicine. Tra le vittime si contarono anche centinaia di civili dal momento che molti bagnanti curiosi si erano assiepati incuranti del pericolo loro segnalato dai soccorritori. 
A peggiorare il bilancio dell'incidente vi fu anche il passaggio, al momento della deflagrazione, di un tram carico di passeggeri. L'esplosione, che sconvolse la zona di Pagliari, fu avvertita in tutta la città di Spezia e nei dintorni. La popolazione allarmata scese in strada da dove poté scorgere una nuvola nera alzarsi in cielo. Immediatamente partirono i soccorsi per la zona del disastro.
Poiché l'Italia era impegnata nella prima guerra mondiale, la censura militare intervenne immediatamente limitando la diffusione di notizie e dettagli. Le stesse cause dell'esplosione dalle gerarchie militari vennero prontamente attribuite ad un incidente facendo così cadere ogni sospetto di sabotaggio nemico.
Il 5 luglio successivo si celebrarono a Spezia le solenni esequie delle vittime della tragedia di Pagliari.

## Vittime
Nella tragica esplosione morirono all'incirca 281 persone, tra cui 3 finanzieri:
- Antonio Giannoni, maresciallo della Guardia di Finanza.[3]
- Giuseppe Sardi, guardia di Finanza.[3]
- Emilio Rossi, guardia di Finanza.[3]
- Lorenzo Gandolfo, capitano di corvetta.

## Monumenti ed omaggi
Il 3 luglio 1929 nel cimitero dei Boschetti di Spezia fu inaugurato un monumento a ricordo dei Caduti di Pagliari . 
Il capitano di corvetta Gandolfo, perito nell'esplosione, fu insignito della medaglia d'oro al valor militare. Numerosi soldati e marinai che parteciparono ai soccorsi furono decorati con la medaglia d'argento o di bronzo al valor militare.